# Explotació de les dones en els mitjans de comunicació de masses
L'explotació de les dones en els mitjans de comunicació de massa consisteix en la utilització de les dones en aquests mitjans (com ara la televisió, les pel·lícules i la publicitat) amb l'objectiu d'augmentar l'atractiu del producte en detriment dels interessos de les dones representades o de les dones en general. Col·lectius feministes i altres grups en defensa dels drets de les dones han criticat aquesta explotació. L'aspecte sovint més criticat és la cosificació sexual que pateixen les dones en aquest tipus d'explotació.

## Efectes per a la societat
Persones expertes en l'explotació de les dones en els mitjans de comunicació de masses n'observen un seguit de possibles conseqüències negatives per a diversos segments de la població, com ara:
- Les dones es codifiquen a elles mateixes, controlant la seva aparença física i dedicant molta atenció a com les altres persones perceben el seu propi cos.
- Els homes estableixen expectatives no-realistes i injustes sobre com les dones haurien de ser o comportar-se.
- S'estereotipa les dones que compleixen amb els cànons de bellesa establerts o cosificades, com és el cas de l'estereotip de "la rossa tonta". Aquest estereotip limita les oportunitats socials i professionals de les dones.[4]
- Trastorns psicològics o de omportament alimentari com ara anorèxia, bulímia, i trastorn dismòrfic corporal.
- S'apel·la als instints sexuals per tal de vendre productes o promoure la popularitat de mitjans de comunicació.
- Es provoca l'increment i la legitimació de la violència sexual.[5]